# Wapen van Guernsey

Wapen van Guernsey.

Het wapen van Guernsey is een rood schild met daarop drie gouden luipaarden. In tegenstelling tot veel andere wapens zijn hier luipaarden afgebeeld in plaats van leeuwen. De luipaarden zijn met blauw versterkt. Boven het schild is een twijg afgebeeld.
Het wapen toont veel overeenkomsten met het wapen van Normandië, het Verenigd Koninkrijk en Jersey.
Albanië · Andorra · Azerbeidzjan · België · Bosnië en Herzegovina · Bulgarije · Denemarken · Duitsland · Estland · Finland · Frankrijk · Georgië · Griekenland · Hongarije · Ierland · IJsland · Italië · Kosovo · Kroatië · Letland · Liechtenstein · Litouwen · Luxemburg · Malta · Moldavië · Monaco · Montenegro · Nederland · Noord-Macedonië · Noorwegen · Oekraïne · Oostenrijk · Polen · Portugal · Roemenië · Rusland · San Marino · Servië · Slovenië · Slowakije · Spanje · Transnistrië · Tsjechië · Turkije · Vaticaanstad · Verenigd Koninkrijk · Wit-Rusland · Zweden · Zwitserland

Afhankelijke gebieden: Åland · Faeröer · Gibraltar · Guernsey · Jersey · Man

Betwiste gebieden: Abchazië · Adzjarië